# 종자돈
《종자돈》은 한국에서 제작된 김진규 감독의 1967년 영화이다. 신영균 등이 주연으로 출연하였고 주동진 등이 제작에 참여하였다.

## 출연

### 주연
- 신영균
- 오영일
- 이풍구
- 김보애

## 기타
- 원작자: 김용일
- 조명: 손영철
- 미술: 박석인